# Ferry Aid
Ferry Aid var en brittisk välgörenhetsgrupp som 1987 släppte en cover på låten Let It Be av The Beatles. Många välkända artister var med och sjöng. Vissa sjöng solo och vissa sjöng bara i kören. Singeln släpptes på grund av Zeebrugge katastrofen 1987. Låten blev en listetta i Storbritannien. Låten var även etta i Norge och Schweiz. I Sverige var den nia. Paul McCartneys röst på singeln hade man tagit från originalinspelningen med The Beatles från 1969.

## Artister som sjöng solo
- Paul McCartney
- Boy George
- Sara Dallin, Keren Woodward och Nick Kamen
- Paul King
- Mark King
- Taffy
- Andy Bell
- Pepsi & Shirlie
- Mel and Kim
- Jaki Graham
- Gary Moore (gitarrsolo)
- Mark Knopfler (gitarrsolo)
- Kim Wilde och Nik Kershaw
- Edwin Starr
- Ben Volpeliere-Pierrot
- Ruby Turner
- Kate Bush

## Artister som sjöng i kör
- Bonnie Tyler
- Errol Brown
- Hazel O'Connor
- The Nolans
- Rick Astley
- Jim Diamond
- Doctor and the Medics
- Alvin Stardust
- Steve Strange
- Mandy Smith
- Su Pollard
- Maxi Priest
- Frankie Goes to Hollywood
- Go West
- The Alarm
- Bucks Fizz